# Філ Келсо
Філ Келсо (англ. Phil Kelso, 26 травня 1871, Ларгс — 13 лютого 1935, Лондон) — шотландський футбольний тренер..

## Кар'єра тренера
Філ Келсо народився в Ларгсі в 1871 році. Свою професійну кар'єру як футбольний менеджер Філ починав у «Гіберніані», звідки і перебрався в стан «Вулвіч Арсенал» якраз в той час, коли клуб підвищився в Перший дивізіон. За чотири роки біля керма «канонірів» Келсо не здобув особливих лаврів. У першості країни клуб не показував бажаних результатів, проте, двічі поспіль «Арсенал» доходив до півфіналу Кубка Англії. 
Коли клуб почав стикатися з фінансовими труднощами і погіршанням результатів, Келсо подав у відставку в 1908 році і ненадовго залишив Лондон, повернувшись на батьківщину, де став керуючим готелю. Однак уже незабаром Келсо продовжив кар'єру футбольного менеджера в столиці Англії. Цього разу він очолив «Фулгем». З «дачниками» Філ пропрацював 15 років, що стало найдовшим терміном роботи менеджера в історії цього клубу. 
Після закінчення кар'єри футбольного менеджера Келсо керував кількома пабами в Гаммерсміті, був президентом Футбольної Ліги Менеджерів і Секретарів Асоціації. Філ Келсо пішов з життя у віці 64-х років  13 лютого 1935 року в Лондоні.